# Fûtreau

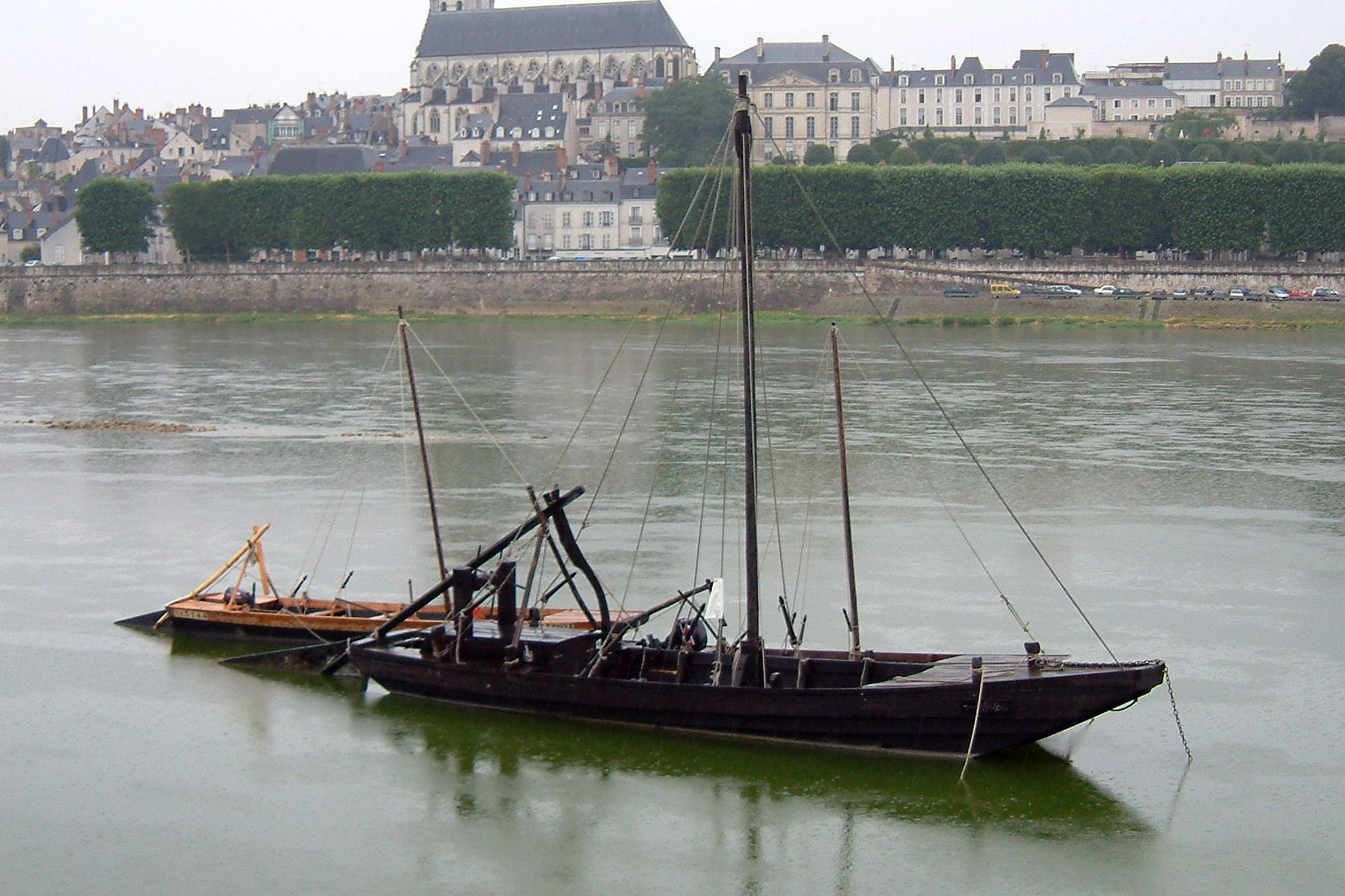
Fûtreau sur la Loire

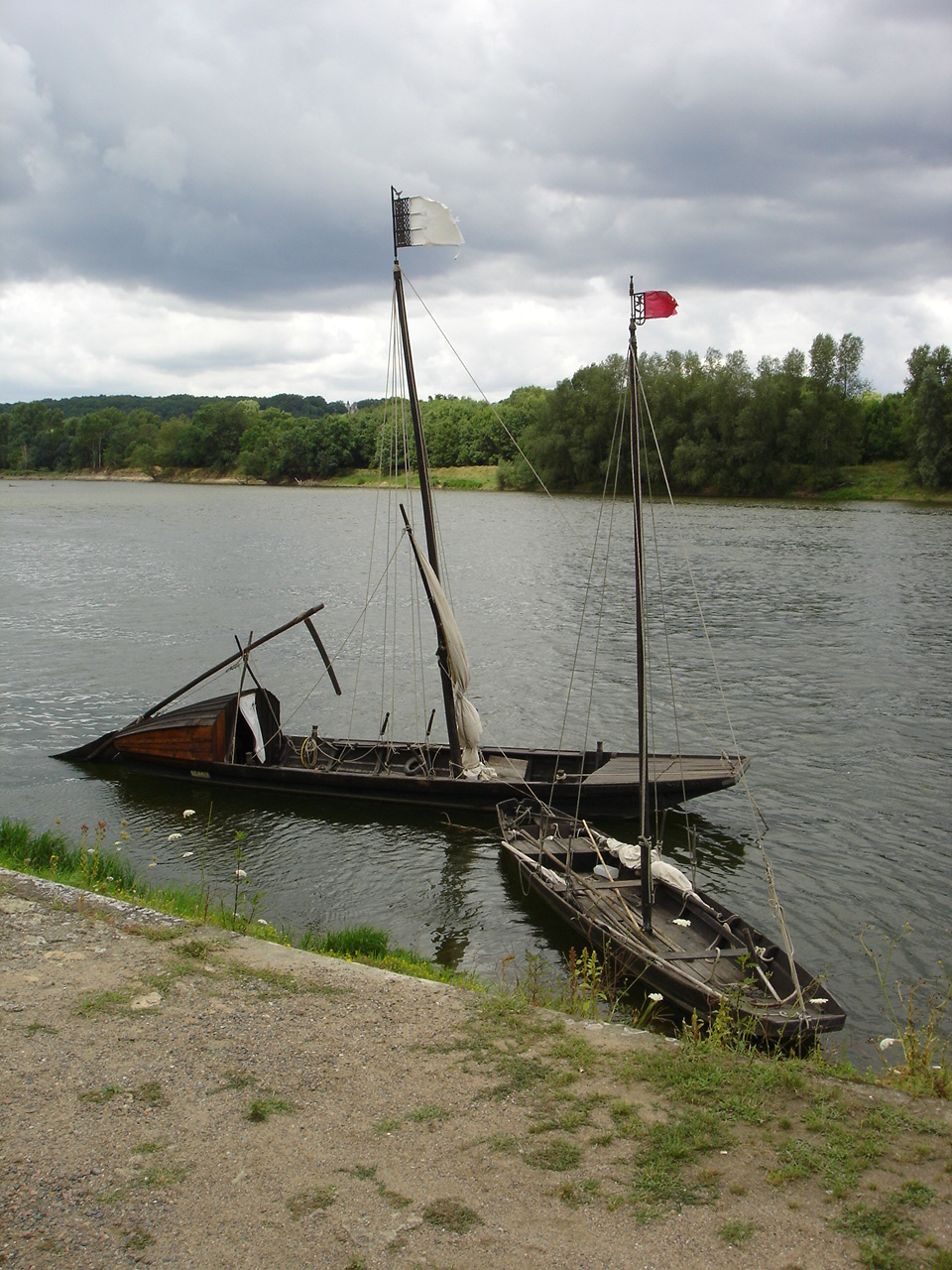
Fûtreau cabané sur la Loire

Le fûtreau est un type de barque d'usage local sur la Loire et l'Allier. Il peut être gréé ou non d'une voile carrée suivant les usages auxquels il est voué. La dimension traditionnelle d'un fûtreau est d'une dizaine de mètres. L'orthographe « fustereau » est parfois employée. On trouve aussi le nom de futurau.